# Dios Te Libre
Dios Te Libre är en ort i Mexiko.   Den ligger i kommunen Florencio Villarreal och delstaten Guerrero, i den södra delen av landet, 300 km söder om huvudstaden Mexico City. Dios Te Libre ligger 31 meter över havet och antalet invånare är 121.
Terrängen runt Dios Te Libre är platt åt sydost, men åt nordväst är den kuperad. Runt Dios Te Libre är det ganska glesbefolkat, med 34 invånare per kvadratkilometer. Närmaste större samhälle är Cruz Grande, 7,3 km sydost om Dios Te Libre. Omgivningarna runt Dios Te Libre är en mosaik av jordbruksmark och naturlig växtlighet.